# Qualifikationsverfahren
Qualifikationsverfahren ist der Oberbegriff für alle Verfahren, die geeignet sind, festzustellen, ob eine Person über die Kompetenzen verfügt, die zum Erwerb eines eidgenössisch anerkannten Abschlusses notwendig sind.
Der Begriff Qualifikationsverfahren ist mit dem neuen schweizerischen Berufsbildungsgesetz eingeführt worden. Insbesondere ist damit die bisherige Lehrabschlussprüfung gemeint, aber auch andere Qualifikationsverfahren die zu einem eidgenössisch anerkannten Abschluss führen.
Das Verfahren gilt in der Beruflichen Grundbildung als auch der höheren Berufsbildung.

## Qualifikationsverfahren der Beruflichen Grundbildung
Es wird in zwei Teilen zu je 50 % in den berufspraktischen Teil (durch die Organisationen der Arbeitswelt und die Lehrbetriebe) und den schulischen Teil (durch die Berufsfachschulen) am Ende der Ausbildungszeit durchgeführt.
Bei den drei- und vierjährigen dualen/trialen Ausbildungen führt dies zum eidgenössischen Fähigkeitszeugnis bei den Attestausbildungen zum Berufsattest.

## Andere Qualifikationsverfahren
Für Erwachsene besteht die Möglichkeit einen Berufsabschluss nachzuholen ohne die formale Bildung durch zu machen. Das Verfahren Validation des acquis professionnels ist ein sogenanntes «anderes Qualifikationsverfahren».
Grundsätzlich sind dieselben Anforderungen zu erfüllen, wie bei der Lehre. Grundlage bildet die Bilanzierung der Kompetenzen und Selbstbeurteilung in einem Dossier. Der Weg steht jeder Person offen. Informationen erteilt das Mittelschul- und Berufsbildungsamt des Wohnkantons.